# Facomatose
Facomatoses (também chamadas de síndromes neuro-óculo-cutâneas ou distúrbios neurocutâneos) são doenças multissistêmicas que compreendem o sistema nervoso central, ocular e lesões cutâneas de gravidade variável.
A pele e o cérebro têm uma origem ectodérmica comum, de modo existem muitas doenças genéticas e adquiridas que afetam ambos os tecidos. No entanto, em algumas condições, tais como na doença de Von Hippel-Lindau, a apresentação ectodérmica é mínima.
O termo, que tem origem no grego, foi introduzido por Jan van der Hoeve em 1920, antes da base genética diferente de cada uma destas doenças ter sido compreendida.